# Wanderlei Silva
Wanderlei César da Silva  (Curitiba, 3 juli 1976) is een Braziliaans MMA-vechter. Hij was van november 2001 tot februari 2007 Pride-wereldkampioen middengewicht (tot 93 kilo). 

## Carrière

### UFC
Silva debuteerde op 16 oktober 1998 bij de UFC tijdens het evenement UFC Brazil: Ultimate Brazil in een wedstrijd tegen Vitor Belfort. De wedstrijd duurde slechts 44 seconden, waarin Silva door de stoten van Belfort tegen de kooi werd geslagen en vervolgens werd gestopt door de scheidsrechter. Op 7 mei 1999 won Silva zijn volgende UFC-wedstrijd tijdens UFC 20, waarin Tony Petarra knock-out ging door hem te raken met zijn knieën. Op 14 april 2000 vocht Silva een titelgevecht om het UFC-kampioenschap lichtzwaargewicht (tot 93 kg) tegen Tito Ortiz, maar verloor op basis van een unanieme jurybeslissing.

### Pride FC
In september 1999 maakte Silva zijn debuut in de ring van de Japanse organisatie PRIDE FC. Tussen 1999 en 2004 won hij 18 opeenvolgende PRIDE-gevechten (de meeste door knock-out), met uitzondering van een gelijkspel tegen Mirko Filipović en een no contest tegen Gilbert Yvel. Vanwege zijn agressieve vechtstijl en indrukwekkende knockouts kreeg hij de bijnaam "The Axe Murderer". Op het PRIDE 13-gala in maart 2001 vocht hij tegen de Japanse MMA-ster Kazushi Sakuraba. De Braziliaan won effectief op technische knock-out (TKO) in de eerste ronde. Beide vechters ontmoetten elkaar een half jaar later op het PRIDE 17-gala in een gevecht om de nieuw geïntroduceerde PRIDE-middengewichttitel (tot 93 kg). Silva won opnieuw en werd kampioen.
In de periode 2001-2004 domineerde Silva de concurrentie in zijn gewichtsklasse en versloeg onder meer Hidehiko Yoshida, Sakuraba voor de derde keer en Quinton Jackson in de finale van het PRIDE Middleweight Grand Prix 2003-toernooi.
In oktober 2004 vocht Silva een rematch tegen Quinton Jackson voor de verdediging van zijn kampioenstitel. Het gevecht ging de geschiedenis in als een van de beste en felste confrontaties in de PRIDE-ring. Silva schakelde de Amerikaan in de tweede ronde uit na vijf knie-aanvallen vanuit de clinch.
Op Shockwave 2004 stond Silva tegenover Mark Hunt, die bijna 30 kilo zwaarder was en tevens de K-1-kampioen van 2001. Hoewel Silva domineerde in de derde ronde, kenden de juryleden de overwinning middels een verdeelde beslissing toe aan Hunt. Voor de Braziliaan was het zijn eerste nederlaag in ruim vier jaar en tevens zijn eerste verliespartij in PRIDE.
In 2005 nam Silva deel aan het Pride Middleweight Grand Prix-toernooi van 2005. Hij werd in de halve finale uitgeschakeld door Ricardo Arona. Vervolgens won hij van Arona in een rematch op Shockwave 2005. In 2006 vocht hij in het Open Weight Grand Prix-toernooi tegen de beste zwaargewichten (hij verving de geblesseerde Fjodor Jemeljanenko). Na zijn overwinning op Kazuyuki Fujita vocht hij voor de tweede keer in zijn carrière tegen Mirko Filipović. Dit keer verloor Silva op knock-out in de eerste ronde na een linkse trap tegen het hoofd.
In februari 2007 stond Silva in Las Vegas tegenover de PRIDE-weltergewichtkampioen Dan Henderson, van wie hij eerder had gewonnen in 2000. Silva's middengewichttitel stond op het spel. In de derde ronde sloeg Henderson de Braziliaan knock-out met een linkse hoek, waardoor hij de titel verloor die hij al meer dan vijf jaar in bezit had.

### Terugkeer in de UFC
In de zomer van 2007 tekende Silva een contract bij de UFC, waardoor het langverwachte gevecht tussen Silva en voormalig UFC-lichtzwaargewichtkampioen Chuck Liddell kon plaatsvinden in december tijdens UFC 79. De Braziliaan verloor na drie felle rondes door middel van een unanieme jurybeslissing. Silva vocht vervolgens op 24 mei tegen Keith Jardine, die hij in 36 seconden knock-out sloeg. In december 2008 vond het derde gevecht tegen Quinton Jackson plaats. Jackson nam wraak op de Braziliaan voor zijn twee eerdere nederlagen en sloeg hem in de eerste ronde knock-out. In juni 2009 (UFC 99) verloor Silva van Rich Franklin op basis van een unanieme jurybeslissing. Na dit gevecht stapte hij over naar de middengewichtklasse (tot 84 kg). 
In februari 2010 won Silva middels een unanieme jurybeslissing van Michael Bisping. Hij vocht pas in juli 2011 weer na een lange pauze wegens een knieblessure en werd binnen 27 seconden van de eerste ronde KO geslagen door Chris Leben. In november 2011 won hij van voormalig Strikeforce-middengewichtkampioen Cung Le op TKO in de tweede ronde. Op 23 juni 2012 zou hij tijdens UFC 147 een rematch vechten tegen Vitor Belfort, die samen met Silva de coach was van een van de teams in de realityshow The Ultimate Fighter. Vanwege een blessure trok Belfort zich terug van het evenement en werd vervangen door Rich Franklin. Silva verloor het gevecht van vijf rondes door middel van een unanieme jurybeslissing.
Op 3 maart 2013 vocht hij tegen Brian Stann in Japan. Dit was voor Silva een terugkeer in het Saitama Super Arena na bijna zeven jaar sinds zijn laatste gevecht bij Pride. Silva sloeg Stann KO in de tweede ronde na een zeer dynamisch gevecht.
In oktober 2013 werd Silva samen met Chael Sonnen de hoofdcoach van de realityshow The Ultimate Fighter: Brazil 3. Tijdens het programma liep Silva een handblessure op tijdens een vechtpartij met Sonnen, waardoor hij werd uitgesloten van de uiteindelijke wedstrijd tegen Sonnen. Hij werd vervangen door landgenoot Vitor Belfort. In juni 2014 meldde de Nevada State Athletic Commission (NSAC) dat Sonnen haar antidopingbeleid had geschonden en niet meer mocht vechten op het evenement. Silva weigerde mee te werken aan de dopingtest en tijdens de hoorzitting voor de commissie gaf hij toe ook doping te hebben gebruikt, waardoor hij op 23 september 2014 door de NSAC officieel werd gestraft met een vechtverbod voor onbepaalde tijd en een boete van 70.000 dollar. De straf werd later teruggebracht tot een schorsing van drie jaar. In januari 2016 werd hij ontheven van zijn UFC-contract.

### Bellator MMA
Begin maart 2016 tekende Silva een contract bij Bellator MMA. Na bijna vier jaar niet te hebben gevochten maakte hij op 24 juni 2017 zijn debuut in de organisatie tegen Chael Sonnen. Hij verloor middels een unanieme jurybeslissing. Op 29 september 2018 vocht hij voor de vierde keer tegen Quinton Jackson en verloor op TKO in de tweede ronde.